# Loitering munition

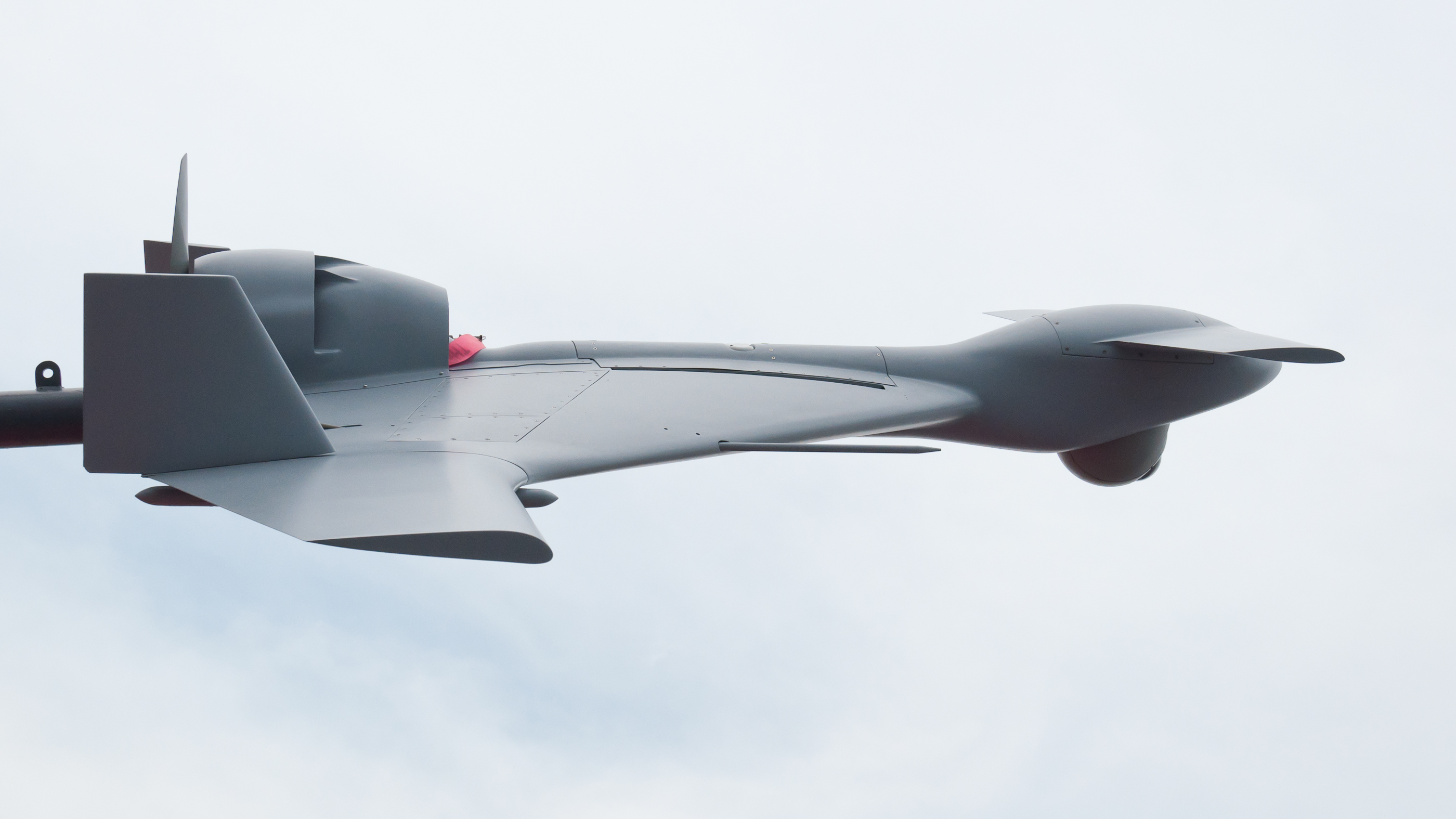
IAI Harop, uma munição vagante otimizada para supressão de defesas antiaéreas, tarefa inicial das munições vagantes, fabricado pela Indústria Aeroespacial Israelense (IAI).

Uma loitering munition ("munição vagante") também conhecida como drone suicida ou drone kamikaze é uma categoria de sistema de armas em que a munição perambula ao redor da área de destino por algum tempo, procura por alvos e ataca assim que um alvo é localizado. Munições vagantes permitem tempos de reação mais rápidos contra alvos ocultos ou alvos que surgem por curtos períodos sem colocar plataforma de armas de alto valor perto da área do alvo, e também permitem um direcionamento mais seletivo, pois a missão de ataque real pode ser abortada.
As munições vagantes cabem no nicho entre os mísseis de cruzeiro e os veículos aéreos de combate não tripulados (VANT), compartilhando características com ambos. Eles diferem dos mísseis de cruzeiro porque são projetados para permanecer por um tempo relativamente longo ao redor da área-alvo, e dos UCAVs porque uma munição de espera se destina a ser usada em um ataque e tem uma ogiva embutida.
Armas vagantes surgiram pela primeira vez na década de 1980 para uso na função de supressão das defesas aéreas inimigas contra mísseis superfície-ar (SAMs) e foram implantadas para a função de supressão de defesas aéreas em várias das forças militares na década de 1990. A partir dos anos 2000, as armas de espera foram desenvolvidas para funções adicionais que variam de ataques de longo alcance e suporte de fogo até sistemas táticos de campo de batalha de curto alcance que cabem em uma mochila.
Munições vagantes proliferaram em uso por pelo menos 14 países, com vários tipos diferentes em uso a partir de 2017. A crescente proliferação e a capacidade de usar alguns sistemas como arma autônoma letal junto com preocupações éticas sobre esse uso levaram para pesquisa e discussão por acadêmicos e ativistas do Direito Internacional Humanitário.

## História

### Primeiro desenvolvimento e terminologia

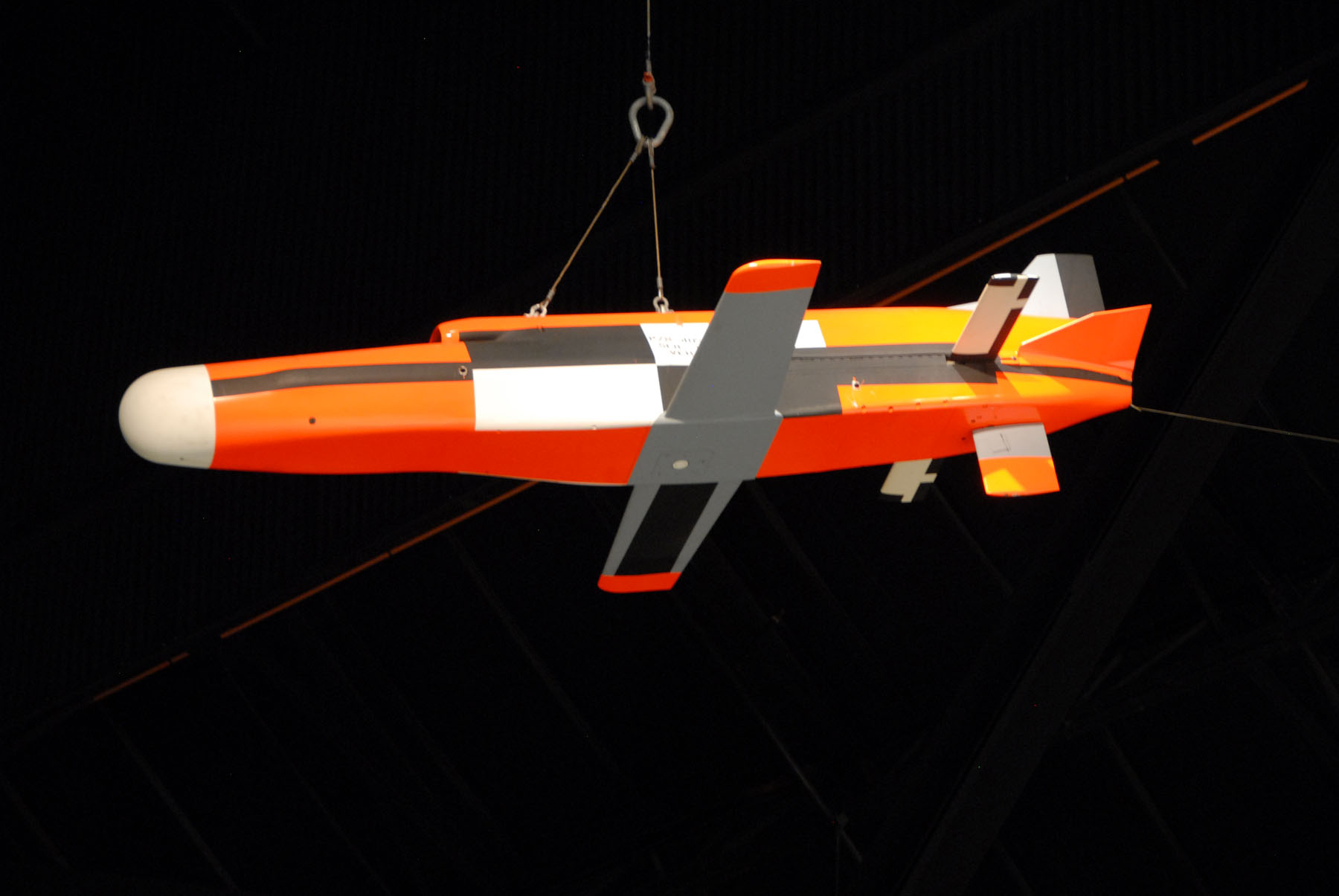
Northrop AGM-136 Tacit Rainbow em exibição no Museu Nacional da Força Aérea dos EUA em Dayton, Ohio

Inicialmente, as munições vagantes não foram chamadas como tal, mas sim como 'UAVs suicidas' ou 'mísseis de vadiagem'. Diferentes fontes apontam para diferentes projetos como originadores da categoria de armas. As variantes iniciais israelenses de Delilah do início da década de 1980 ou o programa fracassado dos EUA AGM-136 Tacit Rainbow são mencionados por algumas fontes. Alternativamente, o final da década de 1980 IAI Harpy, que foi amplamente exportado, é considerado por alguns como o primeiro sistema de munição vagante.

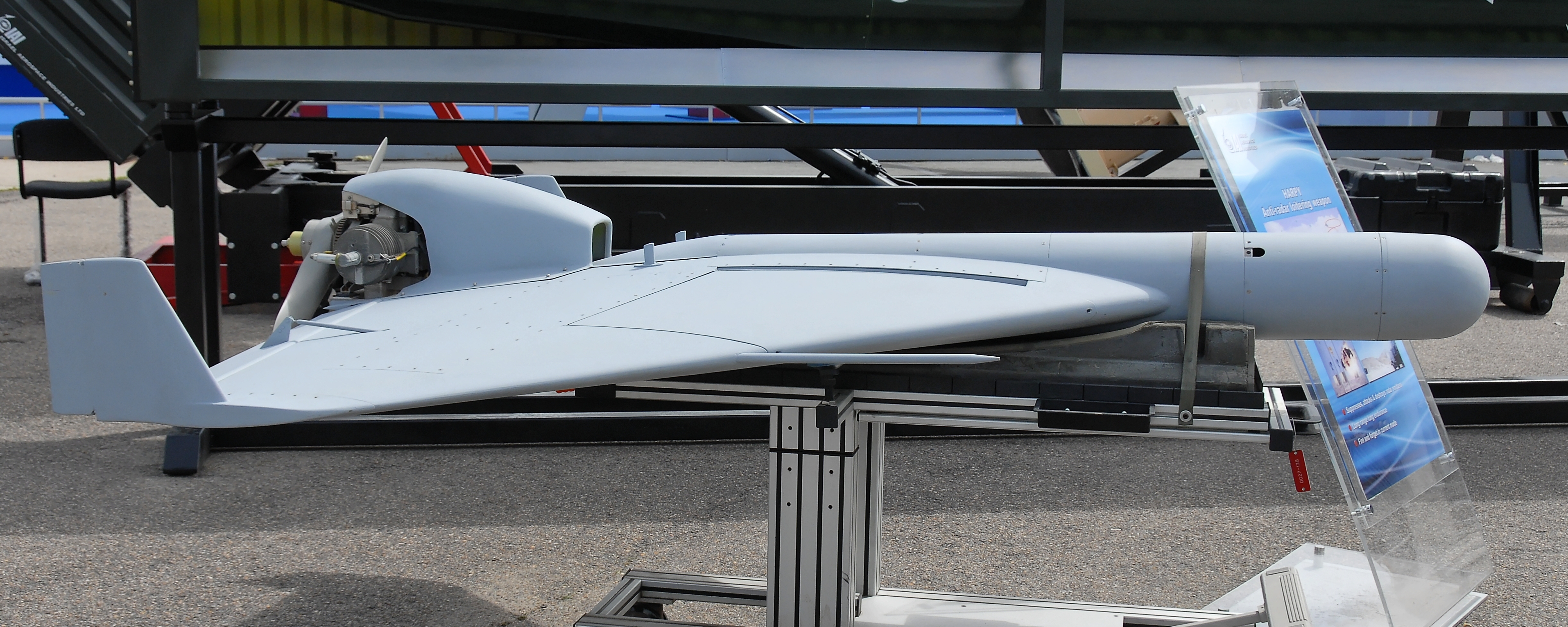
IAI Harpy munição vagante de primeira geração para a tarefa de supressão de defesas antiaereas.

Os primeiros projetos não usavam a nomenclatura de "munição vagante", que surgiu muito mais tarde, e usaram a terminologia existente na época. Por exemplo, o AGM-136 Tacit Rainbow foi descrito como segue em 1988 na  Air Force Magazine  (Revista da Força Aérea) da Força Aérea dos Estados Unidos  : 
The Tacit Rainbow unmanned jet aircraft being developed by Northrop to loiter on high and then swoop down on enemy radars could be called a UAV, a cruise missile, or even a standoff weapon. But it is most definitely not an RPV. (A aeronave a jato não tripulada Tacit Rainbow sendo desenvolvida pela Northrop para vaguear no alto e, em seguida, atacar os radares inimigos poderia ser chamada de UAV, míssil de cruzeiro ou mesmo arma de empate. Mas definitivamente não é um RPV.) Canan, James W. "Unmanned Aerial Vehicles." Air Force Magazine (1988), page 87

### Tarefa inicial na supressão da defesa aérea inimiga

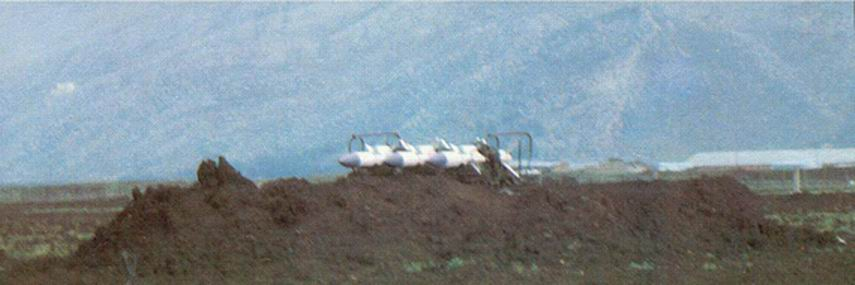
Parte de um sistema sírio 2K12 Kub com vista para o Vale do Beqaa, no início de 1982

A resposta à primeira geração de instalações fixas mísseis superfície-ar s (SAMs), como  S-75 e S-125, foi o desenvolvimento do míssil anti-radiação, como AGM-45 Shrike e outros meios para atacar instalações fixas de SAM, bem como desenvolver doutrinas SEAD. A contra-resposta soviética foi o uso de SAMs móveis como o 2K12 Kub com o uso intermitente de radar. Portanto, a bateria SAM ficou visível apenas por um pequeno período de tempo, durante o qual também foi uma ameaça significativa para os lutadores de alto valor Wild Weasel. Em 1982 na Operação Mole Cricket 19, vários meios, incluindo UAV lançados pelo ar ADM-141 TALD, foram usados sobre áreas suspeitas de SAM para saturar as defesas inimigas e atraí-las para ativár seus sistemas de radar, que foram então atacados por mísseis anti-radiação.

### Evolução para funções adicionais

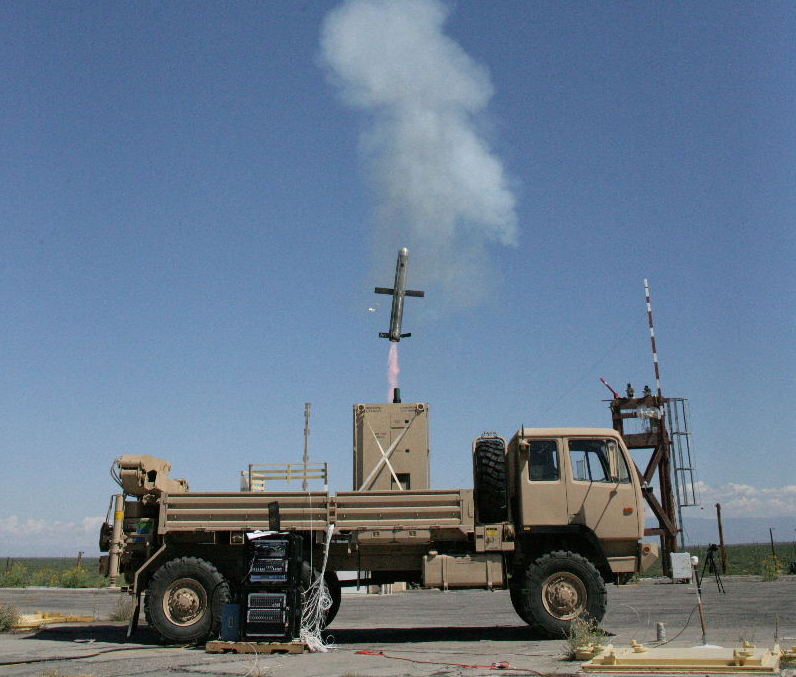
XM501 protótipo americano do sistema XM 501 capaz de lançar loitering munition

A partir da década de 2000, as armas vagantes foram desenvolvidas para funções adicionais além da função inicial de supressão de fesas antiaereas, variando de ataques de longo alcance e apoio de fogo para uso tático em campo de batalha de curto alcance 
, como o AeroVironment Switchblade que é implantado em o nível do pelotão e cabe em uma mochila. Um uso documentado de munições vagantes ocorreu no Conflitos de Nagorno-Karabakh em 2016, no qual uma IAI Harop foi usado contra um ônibus que funcionava como transporte de tropas. 

## Características

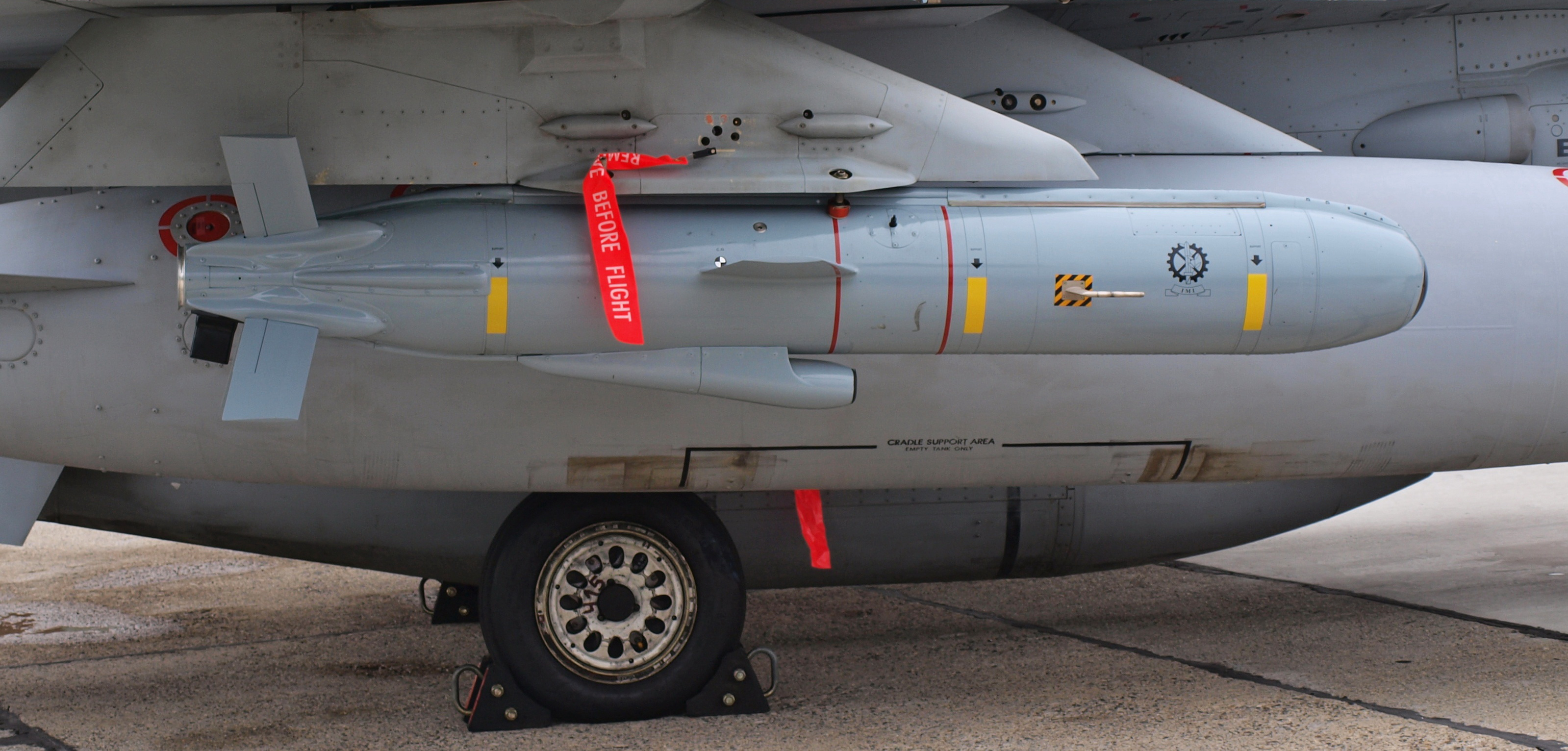
Munição vagante Delilah, lançada do ar para o solo, presa ao hardpoint de uma aeronave de combate

Munições vagantes podem ser tão simples quanto um veículo aéreo não tripulado (UAV) com explosivos anexados que são enviados em uma potencial missão  kamikaze  e podem até mesmo ser construídos com quadricópteros comerciais prontos para uso com explosivos amarrados.
Munições construídas especificamentes são mais elaboradas em termos de voo e capacidades de controle, tamanho e design de ogivas e sensores de bordo para localização de alvos. Algumas munições vagantes usam um operador humano para localizar alvos, enquanto outras, como o IAI Harop, podem funcionar de forma autônoma, pesquisando e lançando ataques sem intervenção humana.

## Questões éticas e dedireito humanitário internacional
Munições que são capazes de tomar decisões autônomas de ataque (man out of the loop) levantam preocupações morais, éticas e de direito humanitário internacional porque um ser humano não está envolvido na decisão real de atacar e potencialmente matar humanos, como é o caso com mísseis fire and forget em uso comum desde 1960. Considerando que algumas munições guiadas podem travar após o lançamento ou podem ser detonadas por sensores, seu tempo de voo é normalmente limitado e um ser humano as lança em uma área onde há forte suspeita de atividade inimiga, como é o caso do emprego de misseis fire and forget. Uma munição vagante autônoma, por outro lado, pode ser lançada em uma área onde a atividade inimiga é apenas provável, e vagar procurando por alvos por potencialmente horas após a decisão de lançamento inicial, embora possa ser capaz de solicitar autorização final de um humano para um ataque. O IAI Harpy e o IAI Harop são frequentemente citados na literatura relevante, pois estabelecem um precedente para um sistema aéreo (embora não necessariamente um precedente quando comparado a uma mina naval moderna) em termos de comprimento e qualidade da função autônoma, em relação a um míssil de cruzeiro, por exemplo. 

## Comparação entre os tipos de engenhos aéreos de ataque
As munições vagantes se encaixam no nicho entre os mísseis de cruzeiro e os veículos aéreos de combate não tripulados .
A tabela a seguir compara mísseis de cruzeiro de classe de tamanho semelhantes, munições vagantes e veículos aéreos de combate não tripulados:
| Características                                     | Missil de cruzeiro                                     | Munições vagantes      | SARP                                                               | Míssil ar-superfície |
| --------------------------------------------------- | ------------------------------------------------------ | ---------------------- | ------------------------------------------------------------------ | -------------------- |
| Custo apropriado para uso descartável de uma só vez | Sim                                                    | Sim                    | Não, mas o alto custo permite uma plataforma de maior qualidade    | Sim                  |
| Recuperação possível após o lançamento              | Não                                                    | Normalmente não        | Sim, o perfil típico da missão é ida e volta                       | Não                  |
| Ogiva embutida                                      | Sim                                                    | Sim                    | Não                                                                | Sim                  |
| Mergulho final furtivo para o alvo                  | Normalmente Sim                                        | Normalmente Sim        | Normalmente Não                                                    | Sim                  |
| Vagante                                             | Não ou limitado                                        | Sim                    | Normalmente Sim                                                    | Não                  |
| Sensores para aquisição de alvo                     | Limitado                                               | Sim                    | Normalmente Sim                                                    | Sim                  |
| Comando e controle durante o voo                    | Normalmente limitado                                   | Sim                    | Sim                                                                | Sim                  |
| Alcance                                             | Mais longo, otimizado para voo em velocidade constante | Mais curto             | Mais curto, ainda mais curto para uma missão típica de ida e volta | Curto                |
| Velocidade                                          | Normalmente mais alta                                  | Normalmente mais baixa | Depende da função                                                  | Alta                 |

## Exemplos de engenhos aéreos de ataque
A tabela a seguir apresenta exemplos de mísseis de cruzeiro de classe, munições vagantes, veículos aéreos de combate não tripulados e mísseis ar-superfície:
| Características           | Missil de cruzeiro                                      | Munições vagantes         | SARP                                                                                | Míssil ar-superfície                                                                                   |
| ------------------------- | ------------------------------------------------------- | ------------------------- | ----------------------------------------------------------------------------------- | --- |
| Arma                      |                                                         |                           |                                                                                     | [[File:Lockheed Martin Longbow Hellfire.jpg\|thumb\|center\|Modelo do míssil AGM-114 Hellfire Longbow. |
| Alcance                   | 1.600 km                                                | 1.000 km                  | 1.100km                                                                             | 11,01 km                                                                                               |
| Velocidade máxima         | alto sub-sônico, 880 km/h                               | 190 km/h                  | 217 km/h                                                                            | 1.601 km/h                                                                                             |
| Autonomia de voo          | c. 2 horas                                              | 6 horas                   | 24 horas                                                                            | curtíssima                                                                                             |
| Motor                     | Motor turbofan F107-WR-402 de 3.1 kilonewtons (700 lbf) | Motor Wankel de 37 hp     | Motor Rotax 914F de 115 hp]]                                                        | Thiokol TX-657 foguete de combustível sólido                                                           |
| Peso do sistema carregado | 1.588 kg                                                | 135 kg                    | 1.020 kg                                                                            | 45–49 kg                                                                                               |
| Carga útil                | Cabeça de guerra de 450 kg                              | Cabeça de guerra de 23 kg | 2 mísseis ar-superfície AGM-114 Hellfire ou 6 mísseis ar-superfície AGM-176 Griffin | Cabeça de guerra 8 kg                                                                                  |
| Comprimento               | 6,25 m                                                  | 2,5 m                     | 8,22 m                                                                              | 1,63 m                                                                                                 |
| Envergadura               | 2,67 m                                                  | 3,0 m                     | 16,8 m                                                                              | 0,33 m                                                                                                 |

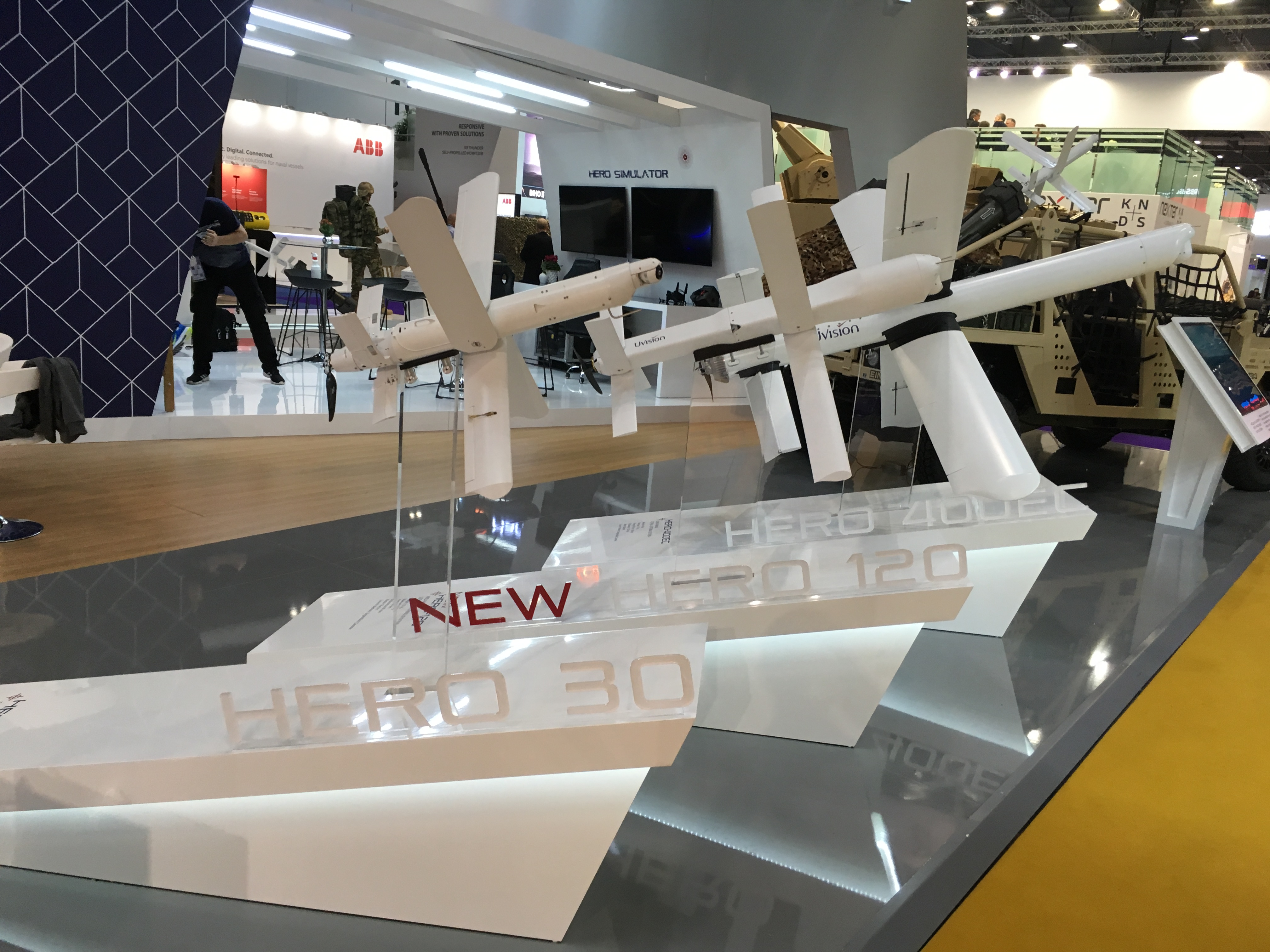
Munições vagantes HERO (UVision Air Ltd, Israel), DSEI 2019, London

Ao passo que alguns mísseis de cruzeiro, como o   Tomahawk bloco IV, têm a capacidade de demorar e ter alguns recursos sensoriais e de controle remoto,sua missão principal é tipicamente atacar e não a aquisição de alvos. Os mísseis de cruzeiro, como o nome indica, são otimizados para voos de longo alcance em velocidade constante, tanto em termos de sistemas de propulsão quanto de design asas ou fuselagem. Freqüentemente, eles são incapazes de permanecer em baixa velocidade de baixo consumo de combustível, o que reduz significativamente o tempo potencial de espera, mesmo quando o míssil tnha alguma capacidade de espera.
Por outro lado, quase qualquer VANT poderia ser pilotado para colidir com um alvo e a maioria poderia ser equipada com uma ogiva explosiva improvisada. No entanto, o uso principal de um VANT seria para operações de voo recuperáveis transportando equipamento de reconhecimento e / ou munições. Embora muitos VANT sejam explicitamente projetados com ociosidade em mente, eles não são otimizados para um ataque de mergulho, muitas vezes sem câmeras voltadas para a frente, falta de controle de velocidade de resposta que é desnecessária em voos regulares de UAV e são barulhentos durante o mergulho, potencialmente fornecendo um aviso para o alvo. Os VANT, sendo projetados como plataformas multiuso, geralmente têm um custo unitário que não é apropriado para o uso regular em uma missão descartável.

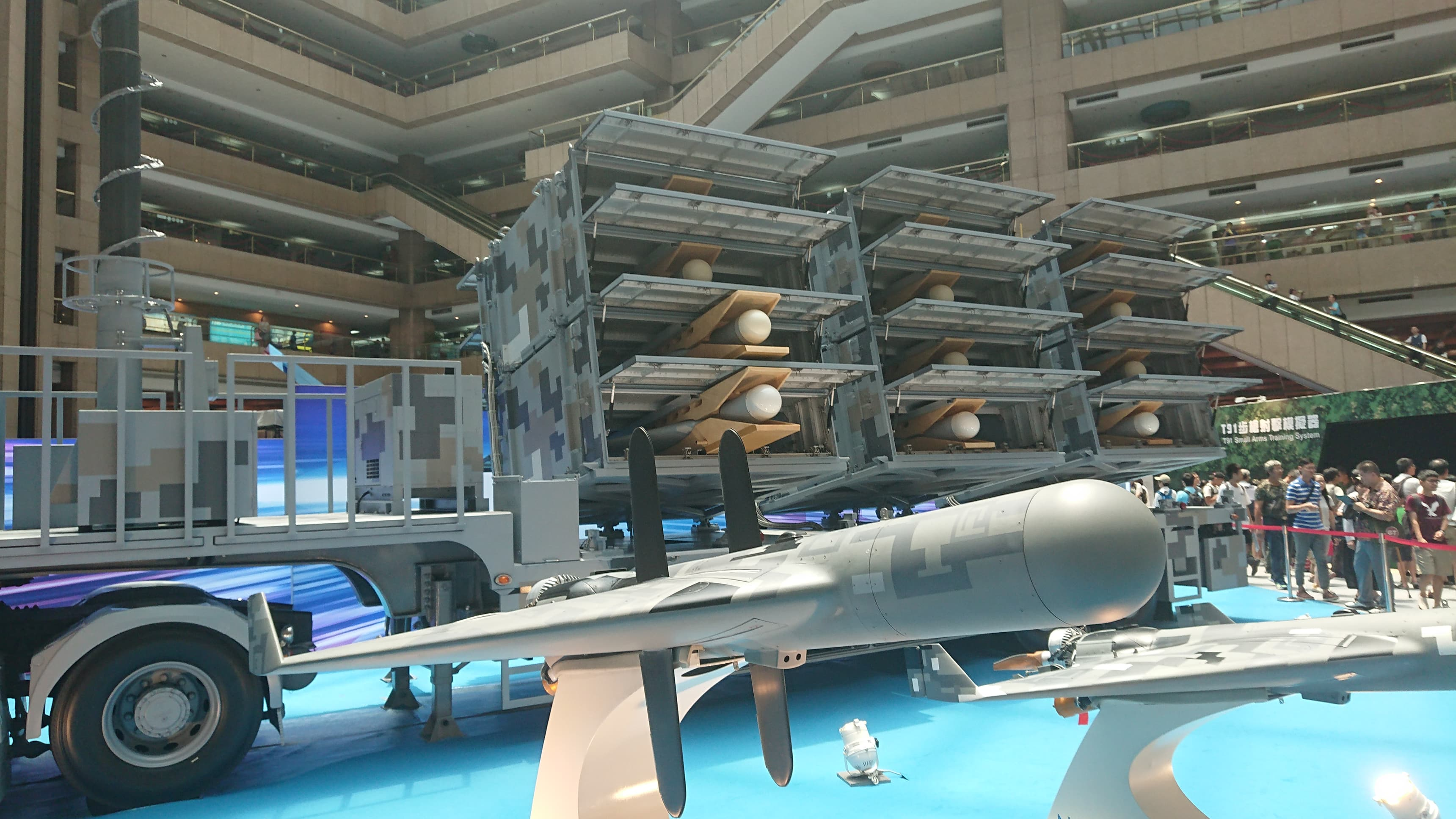
NCSIST Chien Hsiang, um exemplo de uma munição vagante descartável

A missão principal de uma munição vagante é alcançar a área do alvo suspeito, aquisição do alvo durante uma fase de ociosidade, seguida por um ataque autodestrutivo, e a munição é otimizada a este respeito em termos de características (por exemplo, vida útil do motor muito curta, silêncio na fase de ataque, velocidade de mergulho de ataque, otimização para tempo de espera em vez de alcance / velocidade) e custo unitário (apropriado para uma missão de ataque único).
Um míssil ar-terra ou ASM (sigla do Inglês: air-to-surface missile) é um míssil projetado para ser lançado por uma aeronave militar contra objetivos de superfície (em terra ou no mar). As suas variantes destinadas a ser lançadas exclusivamente contra objetivos em terra também são conhecidas como "mísseis ar-terra" ou "mísseis ar-solo".

## Países usuários e fabricantes

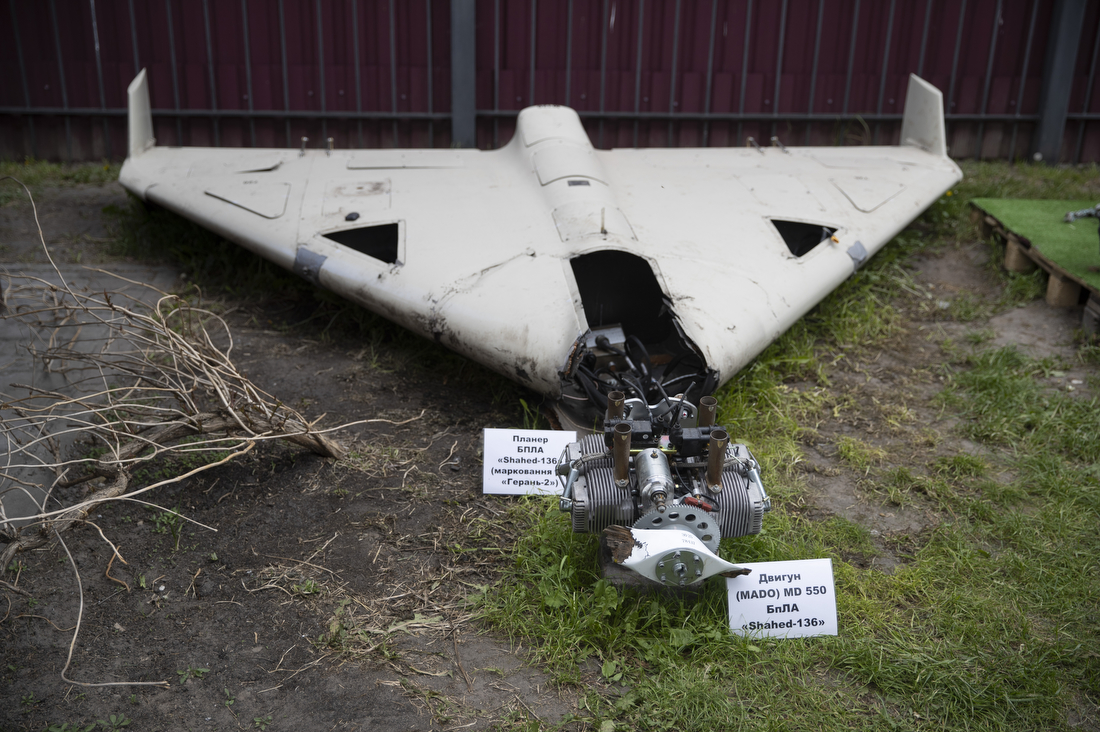
Restos de um drone suicida iraniano Shahed-136 em Kiev, na Ucrânia. A Rússia utilizou centenas destes drones no conflito contra os ucranianos.

Em 2020, munições vagantes estão em uso em vários países, incluindo:
- Armênia - produzido internamente HRESH, BEEB 1800[31]
- Artsaque[32]
- Azerbaijão - IAI Harpy, IAI Harop, Orbiter 1K,[10] STM Kargu[33][34]
- China - IAI Harpy, CH-901, WS-43, ASN-301[35][36]
- Alemanha,[37]
- Índia - IAI Harpy, IAI Harop.[38][39]
- Irã - Shahed 131, Shahed-136, HESA Ababil, Qasef-1, Raad 85 (UAV), e possivelmente outros[40][41][42]
- Estado Islâmico do Iraque e do Levante - programa organizado de aquisição de drones comerciais e improvisá-los para  o papel de munição vagantes[11][43][44]
- Israel - IAI Harpy, IAI Harop, IAI Green Dragon, IAI Rotem L, Aeronautics Defense Orbiter, Delilah, SkyStriker.[45] Fabricação autóctone de tipos adicionais pela Israel Aerospace Industries,[46] UVision,[47][48] Aeronautics Defense[49] Elbit Systems,[50] e Israel Military Industries[51]
- Casaquistão[52]
- Polônia - WB Electronics Warmate[53]
- Portugal – UAVision Elanus[54]
- Rússia – KUB-BLA ("Cubo"), ZALA Lancet,[55][56][57] Geran-1, Geran-2
- Coreia do Sul - Devil Killer,[58][59] IAI Harpy
- Taiwan - NCSIST Chien Hsiang,[60] NCSIST Fire Cardinal
- Turquia - STM Kargu,[61] STM Alpagu, IAI Harpy[62]
- Estados Unidos da América - AeroVironment Switchblade, Raytheon Coyote[63]
- Uzbequistão[52] - IAI Harpy, IAI Harop
- Iémen - rebeldes Houthis - Qasef-1[64]